# 北岭乡
北岭乡，是中华人民共和国甘肃省临夏回族自治州东乡族自治县下辖的一个乡镇级行政单位。

## 行政区划
北岭乡下辖以下地区：
前进村、宋家村、范家村、仓房村、巴苏池村和大湾头村。